# 대소 나들목
대소 나들목(Daeso IC)은 충청북도 음성군 대소면 오류리에 설치된 중부고속도로의 34번 교차로이다. 나들목 진출입로는 대소면 대풍리와 접하고 있으며, 국가지원지방도 제82호선을 통해 대소면, 금왕읍 및 진천군 광혜원면 등지로 진출할 수 있다.

## 연혁
- 1987년 6월 : 나들목 신설 공사 착공
- 1988년 8월 1일 : 음성 나들목으로 개통[1]
- 1993년 6월 19일 : 나들목 요금소 차선 확장을 위해 충청북도 음성군 대소면 오류리 294m 구간 도로구역 변경[2]
- 1998년 7월 4일 : 1999년 12월까지 나들목 요금소 차선 확장 공사를 위해 충청북도 음성군 대소면 오류리 360m 구간 도로구역 변경[3]
- 2002년 5월 15일 : 나들목 요금소 차선 확장 공사 기간을 2004년 12월로 연기[4]
- 2007년 12월 18일 : 중부고속도로 음성 ~ 호법 구간 확장 공사에 의해 음성군 도시계획시설 교통광장에 대소면 오류리 일원을 고시[5]
- 2013년 7월 19일 : 대소 나들목으로 명칭 변경

## 명칭
개통 초기에는 음성군 관내의 유일한 고속도로 나들목이었기 때문에 당시 명칭은 음성 나들목이었다. 그러나 음성읍과 25km 정도로 거리가 꽤 멀리 떨어져 있어서 음성군에서는 이 나들목의 명칭 변경을 요청하였으며, 한국도로공사에서는 이를 받아들여 2013년 7월 19일에 이 나들목의 명칭을 대소 나들목으로 변경하였으며, 음성 나들목이라는 명칭은 2013년 8월 12일 평택제천고속도로 대소 분기점 ~ 충주 분기점 구간 개통과 함께 신설된 북음성 나들목이 사용하게 되었다.

## 구조물 정보
- 위치: 충청북도 음성군 대소면 오류리
- 영업소: 충청북도 음성군 대소면 대금로 185-23

## 접속하는 도로
- 국가지원지방도 제82호선 (대금로)
- 간접 연결 : 지방도 제333호선 (대성로, 오산네거리 이용)

## 교통량 정보
| 요금소            | 통행량 (대/일)  | 통행량 (대/일)  | 통행량 (대/일)  | 통행량 (대/일)  | 통행량 (대/일)  | 통행량 (대/일)  | 통행량 (대/일)  | 통행량 (대/일)  | 통행량 (대/일)  | 통행량 (대/일)  | 각주  |
| 요금소            | 2001년          | 2002년          | 2003년          | 2004년          | 2005년          | 2006년          | 2007년          | 2008년          | 2009년          | 2010년          | 각주  |
| ----------------- | --------------- | --------------- | --------------- | --------------- | --------------- | --------------- | --------------- | --------------- | --------------- | --------------- | ----- |
| (구)음성 (폐쇄식) | 7,049           | 7,152           | 6,904           | 6,362           | 6,308           | 6,597           | 6,623           | 6,796           | 8,354           | 8,735           | [ 7 ] |
| 대소 (폐쇄식)     | (구)음성 요금소 | (구)음성 요금소 | (구)음성 요금소 | (구)음성 요금소 | (구)음성 요금소 | (구)음성 요금소 | (구)음성 요금소 | (구)음성 요금소 | (구)음성 요금소 | (구)음성 요금소 | [ 7 ] |
| 요금소            | 2011년          | 2012년          | 2013년          | 2014년          | 2015년          | 2016년          | 2017년          | 2018년          | 2019년          |                 | [ 7 ] |
| (구)음성 (폐쇄식) | 8,902           | 8,800           | 대소 요금소     | 대소 요금소     | 대소 요금소     | 대소 요금소     | 대소 요금소     | 대소 요금소     | 대소 요금소     |                 | [ 7 ] |
| 대소 (폐쇄식)     | (구)음성 요금소 | (구)음성 요금소 | 8,120           | 6,994           | 7,023           | 6,728           | 6,273           | 6,152           | 6,182           |                 | [ 7 ] |